# Euclid (Ohio)
Pour les articles homonymes, voir Euclide (homonymie).

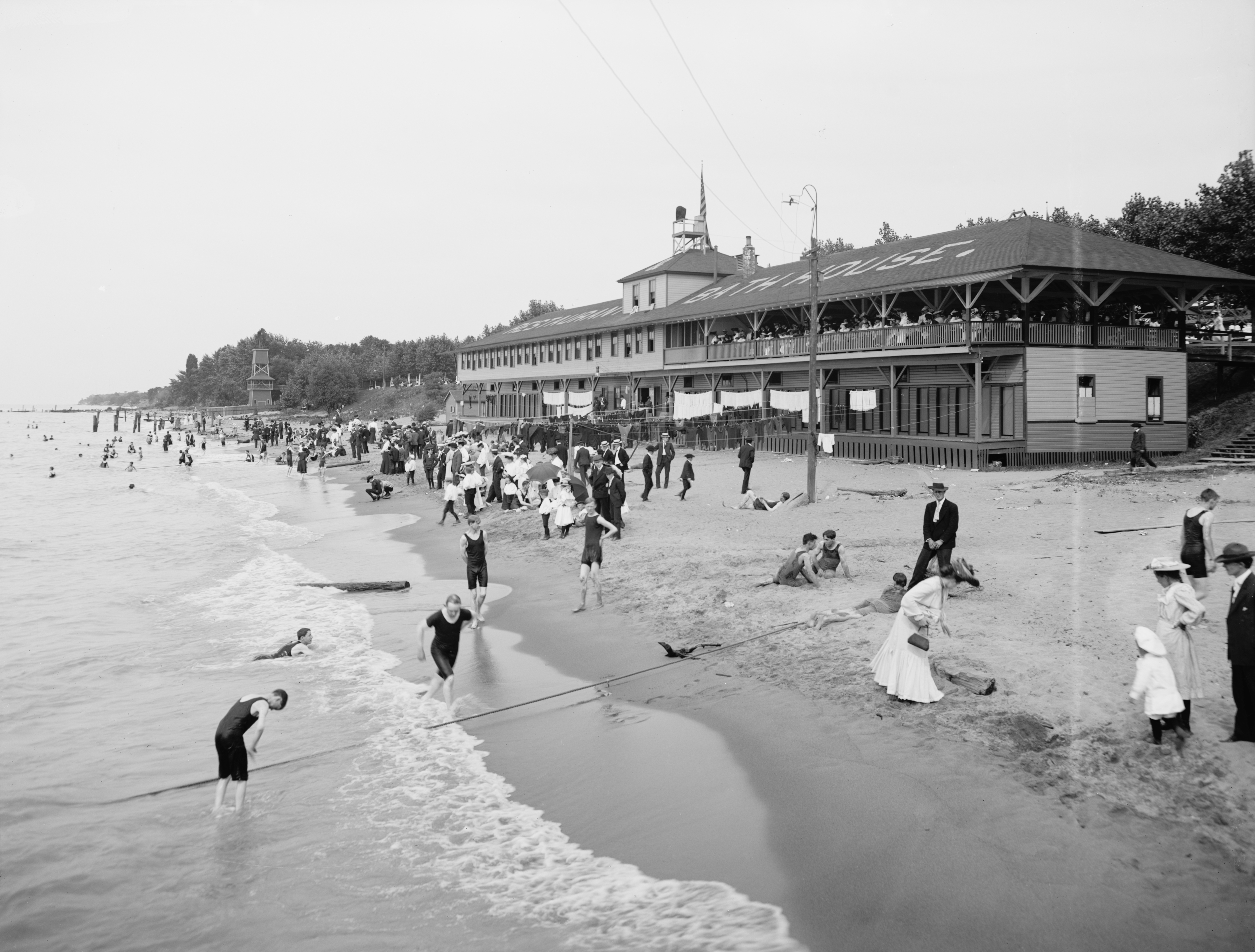
Plage d'Euclid (Euclid Beach Park - vers 1905)

Euclid est une ville située dans le comté de Cuyahoga, dans l'État de l'Ohio, aux États-Unis. Elle se trouve dans la banlieue de Cleveland.
Fondée en 1796, Euclid a une existence officielle depuis 1809. Euclid accède au statut de village en 1903, et au statut de commune en 1930. Elle tire son nom du mathématicien grec Euclide.
Le parc d'attractions Euclid Beach Park y était implanté en 1895. Il sera intégré à la ville de Cleveland au début des années 1900, avant de fermer en 1969.
En 2020, la population était de 49 692 habitants.

## Démographie
| 1910  | 1920  | 1930   | 1940   | 1950   | 1960   | 1970   | 1980   | 1990   |
| ----- | ----- | ------ | ------ | ------ | ------ | ------ | ------ | ------ |
| 1 953 | 3 363 | 12 751 | 17 866 | 41 396 | 62 998 | 71 552 | 59 999 | 54 875 |

| 2000   | 2010   | 2020   | - | - | - | - | - | - |
| ------ | ------ | ------ | - | - | - | - | - | - |
| 52 717 | 48 920 | 49 692 | - | - | - | - | - | - |

## Personnalités nées à Euclid

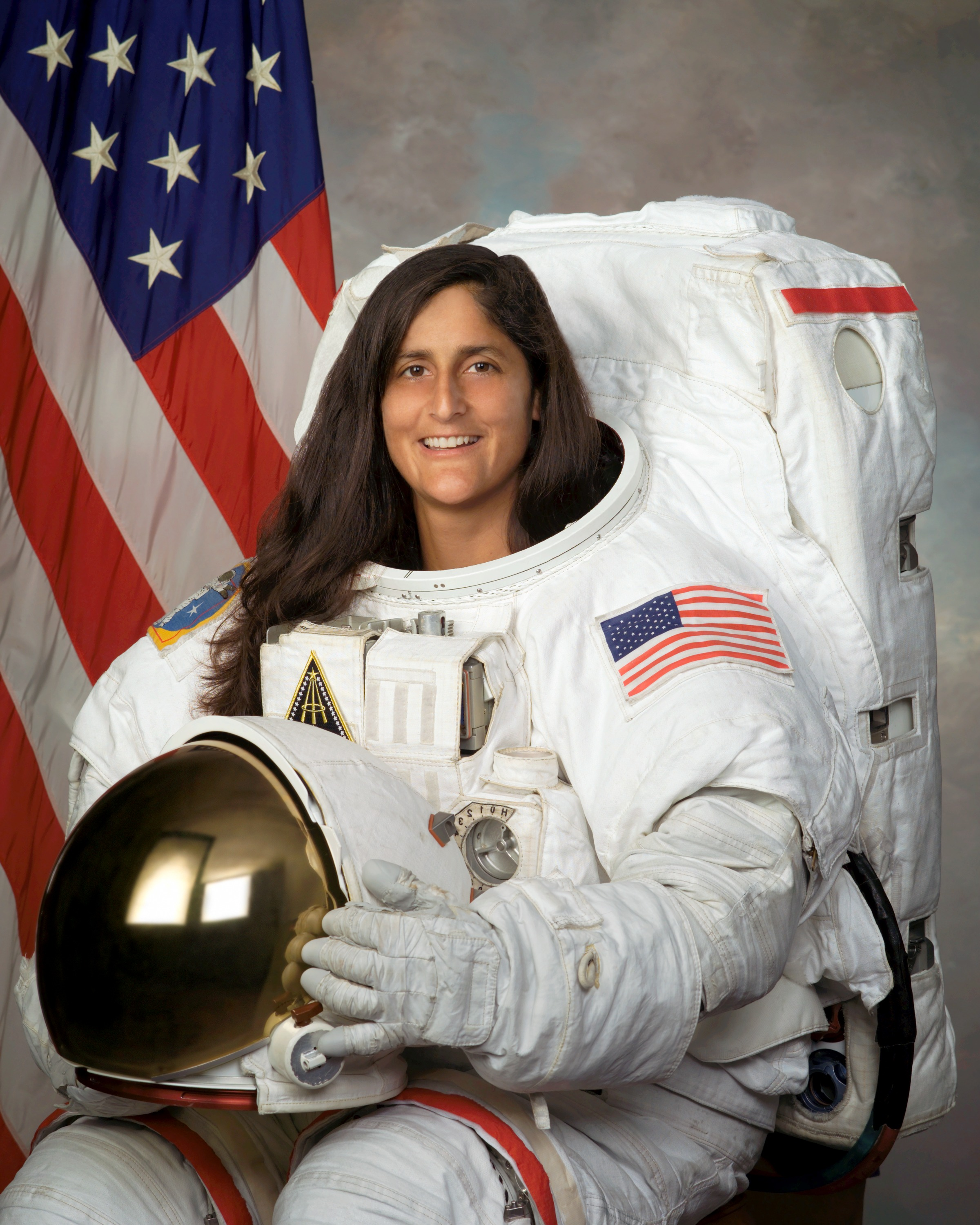
Sunita Lyn Williams.

- Charles Francis Brush (1849-1929), inventeur
- Jerry Tarkanian (1930-2015), joueur puis entraîneur de basket-ball
- Roger Zelazny (1937-1995), écrivain
- Mike Adamle (* 1949), joueur de football américain
- Richard Cowan (1957-2015), chanteur d'opéra
- Sunita Williams (* 1965), astronaute
- Robert Ghrist (* 1969), mathématicien
- Laura Owens (* 1970), peintre
- Brett Tomko (* 1973), joueur de baseball
- Jessica Beard (* 1989), athlète
- Stipe Miocic (* 1989), pratiquant en arts martiaux mixtes